# تروریسم
تِروریسم (به فرانسوی: Terrorisme) که در زبان فارسی از آن با عنوان وحشت‌افکنی، هراس‌افکنی، ارعاب‌گری و دهشت‌افکنی نیز نام برده شده‌است، به استفاده از خشونت یا تهدید برای دستیابی به اهداف سیاسی، مذهبی، یا ایدئولوژیک گفته می‌شود. تروریسم استفاده غیرقانونی از خشونت یا ارعاب است، به خصوص علیه غیر نظامیان، برای دنبال کردن اهداف سیاسی. البته در جهان امروزی، تعریف دقیقی از واژه «تروریسم» در دست نیست.
به عبارت دیگر: تروریسم به مکتبی گفته می‌شود که اساس روش تحمیل عقاید به دیگران را صرفاً با زورآزمایی، ترور، جنگ، اعمال خشونت‌آمیز، رعب و وحشت، آشوب‌آفرینی، عملیات‌های چریکی، کشتار جمعی، نسل‌کشی، شکنجه و کودتا می‌داند. به فرد، گروه یا دولتی که مکتب تروریسم را پذیرفته باشد و آن را جهت رسیدن به اهداف و آرمان‌هایش به مرحله اِعمال رسانده باشد، تروریست گفته می‌شود.

در روزگار نوین، تروریسم یکی از عوامل اصلی تهدید جامعه به‌شمار می‌رود و طبق قوانین ضد تروریسم در بیشتر کشورهای جهان جرم‌انگاری شده است. همچنین چنانچه در جنگی علیه غیر جنگجویان مانند شهروندان عادی، نیروهای بی‌طرف یا اسیران جنگی به کار گرفته شده باشند جنایت جنگی به حساب می‌آید.

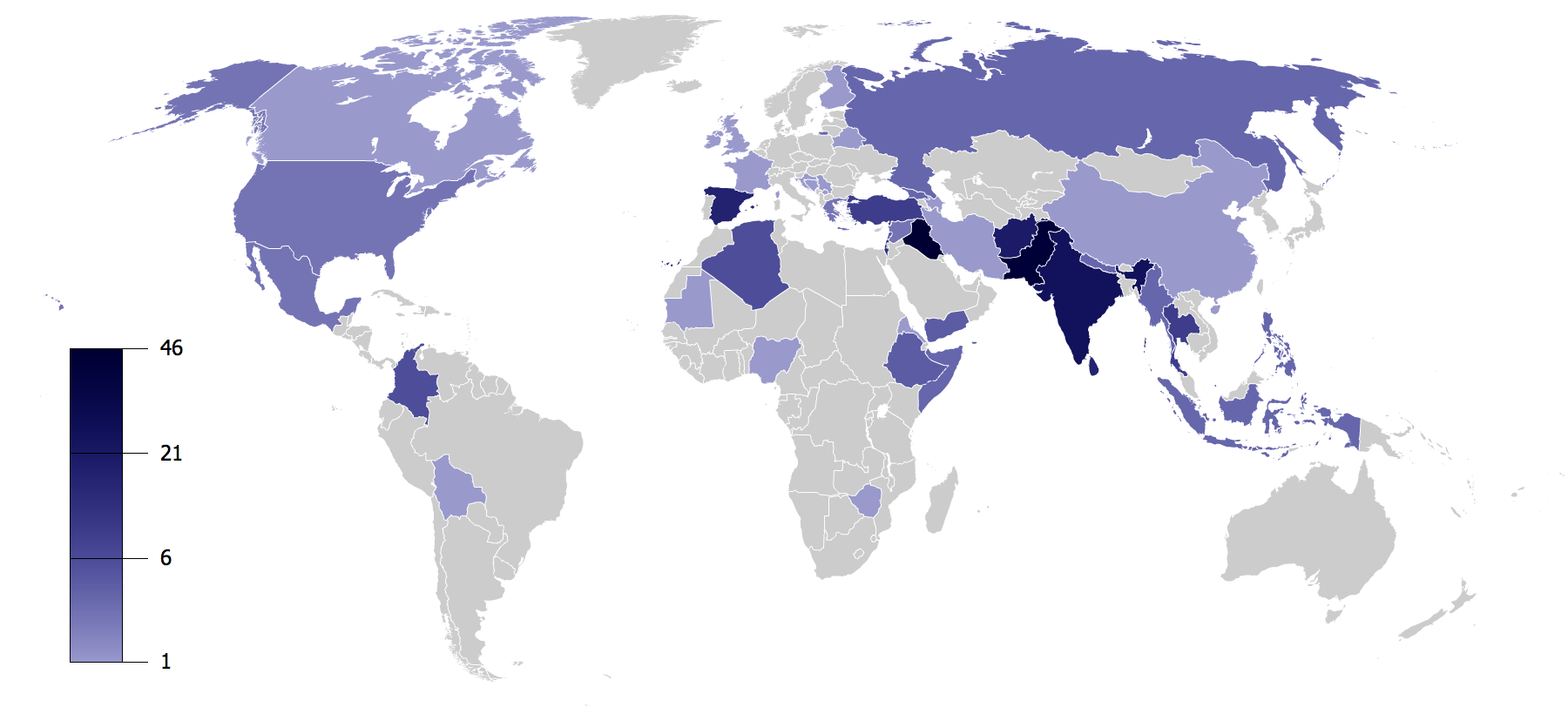
نقشه جهانی پراکندگی عملیات تروریستی، سال ۲۰۰۸

## واژه‌شناسی

### تعریف جهانی
در جهان امروزی، تعریف دقیقی از واژه «تروریسم» ارائه نشده‌است؛ زیرا هنوز هیچ تعریفی از تروریسم در سازمان ملل متحد تعریف نشده که مورد توافق همه کشورهای عضو باشد.

### واژه‌شناسی فارسی
ترور (به فرانسوی: terreur) در زبان فرانسوی به معنای دهشت و دهشت‌افکنی است. اولین کاربرد واژه ترور در جهان مدرن، مانند بسیاری از مفاهیم نوین ازجمله «پیشرفت و ترقی» از انقلاب فرانسه نشأت می‌گیرد و البته برعکس امروز، بار معنایی مثبت داشته‌است. در لغت‌نامه دهخدا آمده‌است: «ترور مأخوذ از terreur و به معنای قتل سیاسی به وسیله اسلحه در فارسی متداول شده‌است و تازیان معاصر إهراق را به‌جای ترور به کار می‌برند؛ و این کلمه در فرانسه به معنای وحشت و خوف آمده و حکومت ترور هم اصول حکومت انقلابی است که پس از سقوط ژیروندن‌ها (از ۳۱ مه ۱۹۷۳ تا ۱۹۷۴ میلادی) در فرانسه مستقر شد و اعدام‌های سیاسی فراوانی را متضمّن بود.»

پراکندگی حملات تروریستی در جهان از ۱۹۷۰ تا ۲۰۱۵، نارنجی: ۱۹۷۰ تا ۱۹۹۹، قرمز ۲۰۰۰ تا ۲۰۱۷

## تفاوت ترور و تروریسم
ستمگرکشی و دیگر شکل‌های ترور هر چند معمولاً در چارچوبی از وحشت‌گرایی (تروریسم) انجام می‌شوند، اما میان تروریسم و ترور تفاوت‌های مهمی وجود دارد.
مفهوم واژه ترور یک منبع مهم ابهام‌زایی در مورد ماهیت ترور است. واژه ترور (قتل سیاسی که گاه آن را اعدام انقلابی می‌نامند) گاه برای مشروعیت بخشیدن به اقدامات تروریست‌ها استفاده می‌شود. برخی پژوهشگران همچون دیوید راپوپورت و ایویانسکی نظریه امروزین ترور را برگرفته از نظریه ستمگرکشی می‌دانند. امروزه گرایشی برای گنجاندن قتل سیاسی در چارچوب تروریسم پدید آمده و از سوی دیگر بسیاری از گروه‌های وحشت نیز از تاکتیک قتل سیاسی استفاده می‌کنند.
آشکارترین تمایز ترور و تروریسم این است که هدف یک قاتل سیاسی یک شخصیت معین است و اسلحه برای از میان بردن او استفاده می‌شود، اما هدف یک اقدام تروریستی، گروهی است.

راپوپورت برای تمایز قتل سیاسی از عمل تروریستی روش بدیعی را ارائه می‌دهد که در آن به جای «نفس اقدام» به «معنای اقدام» توجه می‌شود. او تروریسم را یک فرایند و قتل سیاسی را یک رویداد می‌داند؛ «قاتل سیاسی انسانی را نابود می‌کند که (به عقیده او) یک نظام را به فساد کشانده‌است. اما تروریست نظامی را نابود می‌کند که پیشتر هر کسی را که در خود جای می‌داده به فساد کشانده‌است. قتل سیاسی یک حادثه، یک کار گذرا و یک رویداد است ولی تروریسم یک فرایند و یک روش زندگی است».

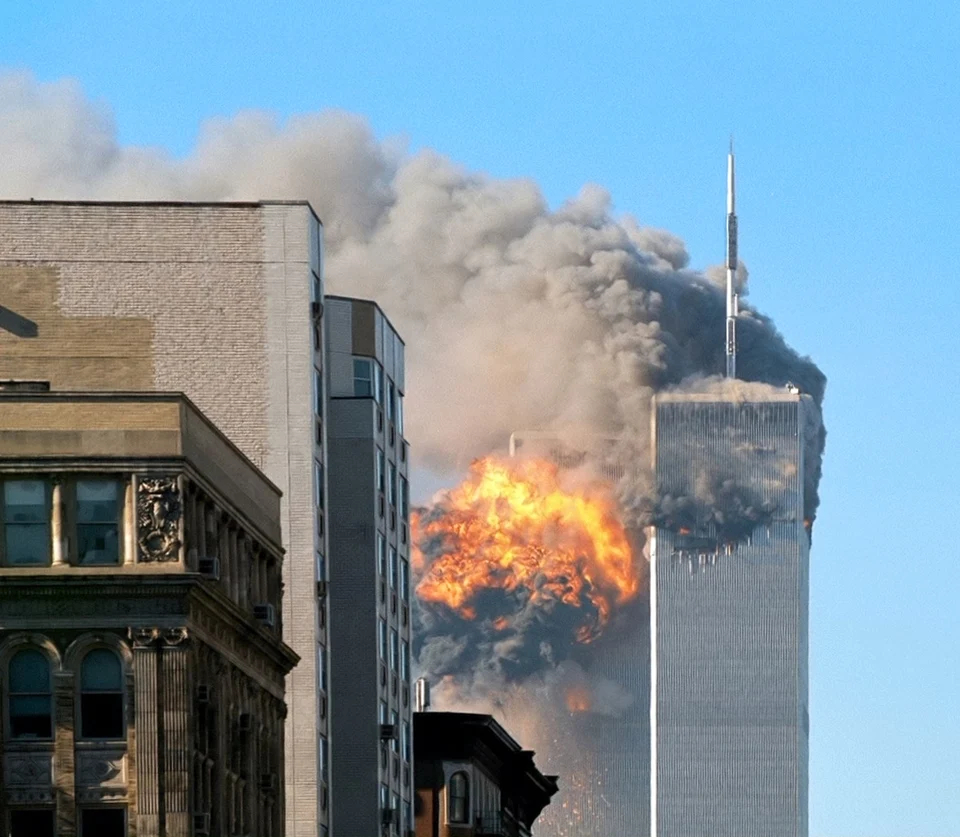
پرواز شماره ۱۷۵ یونایتد ایرلاینز که در پی حملات ۱۱ سپتامبر ۲۰۰۱ در نیویورک به برج جنوبی مرکز تجارت جهانی برخورد کرد

## ترور سیاسی
در سیاست به کارهای خشونت‌آمیز و غیرقانونی حکومت‌ها برای سرکوبی مخالفان خود و ترساندن آنها ترور دولتی می‌گویند و نیز کردار گروه‌های مبارزی که برای رسیدن به هدف‌های سیاسی خود دست به کارهای خشونت‌آمیز و هراس‌انگیز می‌زنند، تروریسم نامیده می‌شود. حملاتی مانند اقدام تروریست‌ها در منهدم کردن برج‌های دوقلوی سازمان تجارت جهانی در ۱۱ سپتامبر ۲۰۰۱ عملیاتی تروریستی به‌شمار می‌رود.

## تروریسم دولتی
واژه تروریسم دولتی واژه‌ای جنجال‌برانگیز است. تروریسم دولتی اصطلاحی است که برای دخالت دولت یا دولت‌هایی در امور داخلی یا خارجی دولتی دیگر که به وسیله اجرا یا مشارکت در عملیات تروریستی یا حمایت از عملیات نظامی برای زوال، تضعیف و براندازی دولت مذکور یا کل دستگاه حاکمهٔ آن کشور انجام می‌شود.
هری هندرسون میان تروریسم دولتی و پشتیبانی دولت از تروریسم تمایز قائل شده‌است. به‌نظر وی تروریسم دولتی؛ استفاده از ترور و تهدید به وسیله حکومت علیه شهروندان خود می‌باشد. در مقابل، پشتیبانی دولت از تروریسم؛ حمایت (از طریق آموزش، سلاح، پول یا اعطای پناهگاه) به‌عنوان ابزاری برای پیشبرد سیاست خارجی دولت است. هندرسون تأکید می‌کند که تعداد قربانیان تروریسم دولتی در سراسر قرن بیستم در آلمان، شوروی سابق، چین و دیگر کشورها بسیار بیشتر از همگی تلفاتی بود که به‌وسیلهٔ آنچه عموماً تروریسم گروهی (غیردولتی) نامیده می‌شود، ایجاد گردید.
سیندی کمبس و مارتین اسلن در دانشنامه تروریسم به تعریف واژگان تروریسم دولتی، مبادرت نموده و میان این سه مفهوم و دولت حامی تروریسم، دولت پشتیبانِ تروریسم، تمایز قائل شده‌اند. از فحوای تعاریف ارائه شده چنین برمی‌آید که به نظر آنان، تروریسم دولتی
به مواردی اشاره دارد که در آن، یک دولت، خود مرتکب اقدامات تروریستی می‌گردد. در مقابل، دولت پشتیبان تروریسم به واسطهٔ دخالت گستردهٔ دولت در فعالیت‌های تروریستی، گاه به‌صورت مستقیم، از طریق هدایت و کنترل فعالیت‌های گروه‌ها تعریف شده‌است. دولت حامی تروریسم هم به‌عنوان دولتی تعریف شده که به گروه‌های تروریستی کمک می‌کند یا گروه‌های تروریستی را که سطوح متفاوتی از عدم وابستگی را دارند، تحریک و ترغیب می‌کند. در هر دو شیوهٔ اخیر، دولت از گروه‌های تروریستی برای پیشبرد اهداف خود در کشورهای دیگر بهره می‌گیرد. (نواب محمدی ده چشمه، تروریسم دولتی؛ پندار یا واقعیت؟!, مجله پژوهشهای حقوقی، شماره ۳۶, زمستان ۱۳۹۷)
اما شاید کامل‌ترین و جامع‌ترین تعریفی که می‌توان ارائه داد، این است که «تروریسم دولتی؛ استفادهٔ آگاهانه از خشونت یا تهدید به استفاده از چنین خشونتی به‌وسیلهٔ کارگزاران یک دولت یا افراد منصوب از جانب آن علیه افراد یا گروه‌هایی است که با هدف تهدید یا ارعاب مخاطب عام تر قربانی می‌شوند؛» بنابراین قربانیان مستقیم، اهداف اصلی نیستند،
بلکه ابزاری برای تهدید مخاطبان گسترده‌تری هستند که از طریق پیام آن خشونت تهدید
می‌شوند. هدف از خشونت اعمال شده دستیابی به مقاصد سیاسی یا سیاسی ـ اقتصادی
(برخلاف اهداف مجرمانه) است. (نواب محمدی ده چشمه، تروریسم دولتی؛ پندار یا واقعیت؟!, مجله پژوهشهای حقوقی، شماره ۳۶, زمستان ۱۳۹۷)
کمک‌های مادی و معنوی (مثل حمایت سیاسی) به گروه‌های مخالف و مشارکت در عملیاتی چون بمب‌گذاری، مین‌گذاری بندرها و سواحل، آدم‌ربایی، هواپیماربایی و ترور مقام‌های عالی مملکتی، نمونه‌هایی از تروریسم دولتی هستند.
برایان جنکینس از خبرنگاران مشهور در موضوع تروریسم، تروریسم دولتی را «جنگ از طریق قائم مقام» تعریف می‌کند. وی می‌گوید: «این کشورها (پیروان تروریسم دولتی) بر محدودیت‌های جنگ‌های متعارف واقف‌اند؛ بنابراین ترجیح می‌دهند از امکانات سازمان‌های تروریستی، که خودً آن‌ها را ایجاد کرده‌اند یا تغذیهٔ مالی آن‌ها را بر عهده دارند، برای تهدید دشمن یا اخلال در ثبات سیاسی و اقتصادی آن کشور یا ایجاد بی‌ثباتی سیاسی و اقتصادی در آن مملکت بهره گیرند». جنکینس معتقد است که این شکل از تروریسم به سرمایه‌گذاری بسیار کمتری نسبت به یک جنگ متعارف نیاز دارد، دشمن را از پای می‌اندازد و می‌توان ارتباط با تروریست‌ها را به‌طور کلی منکر شد.

## تفاوت تروریسم دولتی و غیردولتی
افراد و گروهها (عاملان غیردولتی) تنها مرتکبان تروریسم نیستند. رهبران سیاسی و دولتمردان قرن ها از "تروریسم" بعنوان یک ابزار، هم در پیگیری منویات سیاست داخلی خود و هم در پیشبرد اهداف سیاست خارجی خود بهره برده اند. از زمانی که نخستین حکومت های متمرکز به وجود آمده اند، حاکمان همواره به تاکتیک های ترور، با هدف تحت انقیاد درآوردن اتباع خود و گشترش هرج و مرج و آشوب در میان دشمنان خود متوسل شده اند. به واقع، در سراسر تاریخ، دولت ها از اقدامات تروریستی خشونت آمیز برای مطیع ساختن افراد و گروهها استفاده کرده اند و "تروریسم" بعنوان یک سلاح وحشت زا در اختیار حکومت های جاه طلب بوده است.
تفاوت عمده تروریسم دولتی و تروریسم غیردولتی در مجری آن است. بدین معنی که مجری و طراح اعمال تروریستی غیردولتی افراد، گروه‌ها و احزاب اند، و مجری و طراحی اعمال تروریستی دولتی، یک دولت یا چند دولت خاص هستند.
علاوه بر این دخالت دولت یا دولت‌ها در اعمال تروریستی دو گونه‌است:
1. به صورت مستقیم؛ یعنی خود دولت اعمال تروریستی را علیه دولت دیگر انجام می‌دهد.
2. به صورت غیرمستقیم؛ یعنی به وسیله فرستادن کمک‌های مادی مانند اسلحه، مهمات و وسایل پیشرفته نظامی در اختیار گروه‌های مخالف دولت مذکور قرار داده شود یا از گروه‌های مزبور حمایت سیاسی یا اقتصادی یا تبلیغاتی شود.

به اعتقاد مؤلفان کتاب فرهنگ اصطلاحات سیاسی و استراتژیک، سه مقوله را باید از تروریسم دولتی استثنا نمود و غیردولتی تلقی کرد:

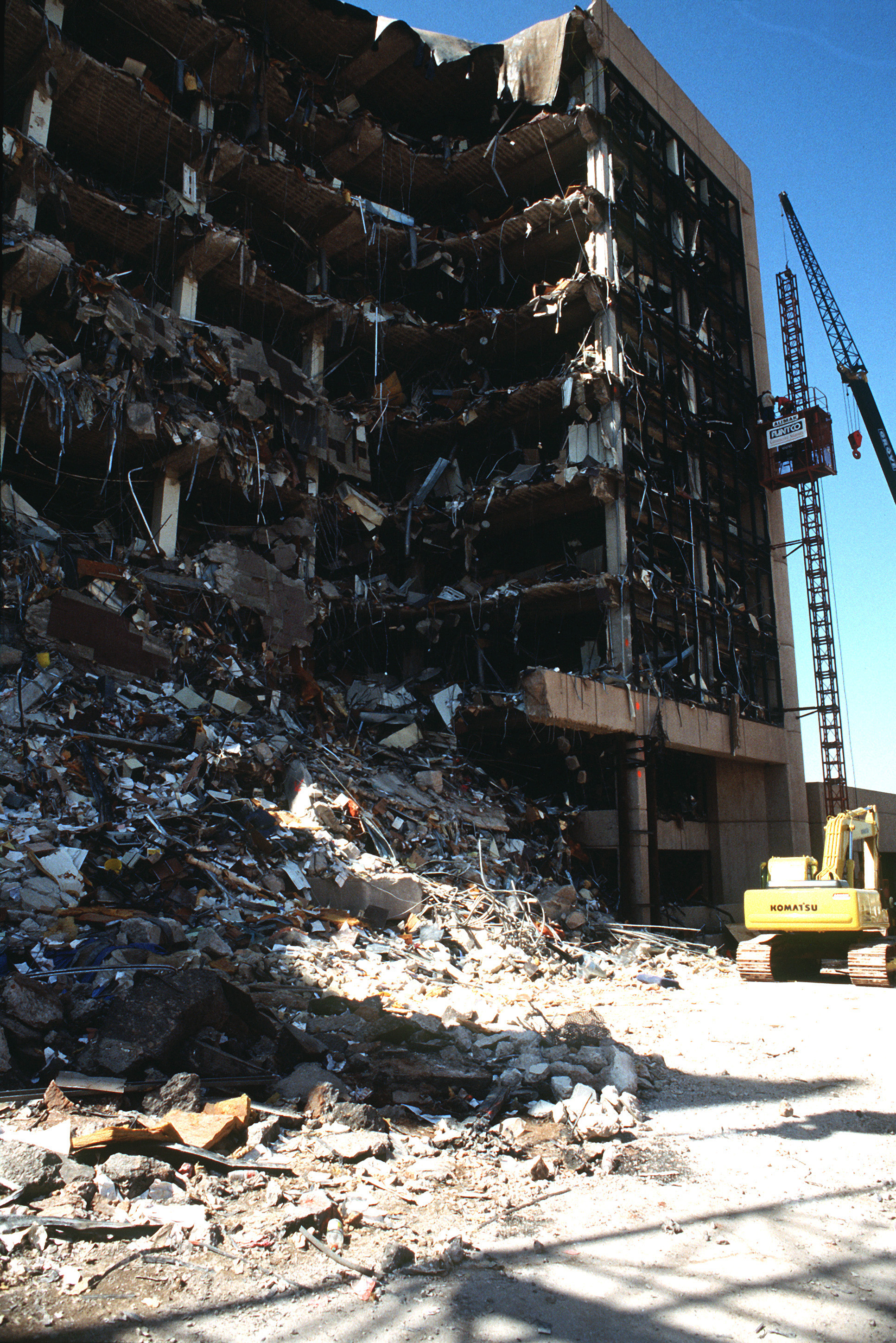
عملیات تروریستی تیموتی مک‌وی باعث نابودی ساختمان فدرال اوکلاهوما سیتی گردید.

1. گروه‌های آزادی‌بخش ملی
2. گروه‌های انقلابی
3. گروه‌های قومی یا مذهبی

## آمارهای جهانی
یافته‌های گزارش «شاخص جهانی تروریسم» نشان می‌دهد که ۱۰ هزار حمله تروریستی در سال ۲۰۱۳ انجام شده که نسبت به سال ۲۰۱۲، ۴۴ درصد بیشتر شده‌است. این گزارش که توسط مؤسسه اقتصاد و صلح تهیه شده می‌گوید که در سال ۲۰۱۳ حدود ۱۸ هزار نفر در اثر حملات تروریستی جان خود را از دست داده‌اند که هشتاد درصد (۱۴ هزار و ۷۲۲ نفر) آنها در کشورهای عراق، سوریه، افغانستان، پاکستان و نیجریه قربانی شده‌اند. بنا بر این گزارش، عراق با ۶ هزار و ۳۶۲ قربانی (بیش از یک‌سوم کل کشته‌ها)، بزرگ‌ترین قربانی حملات تروریستی بوده و گروه‌های داعش، القاعده، بوکو حرام و طالبان مسئول بیشترین کشتارها بوده‌اند. جنگ داخلی سوریه که از سال ۲۰۱۱ شروع شد، بیشترین تأثیر را در افزایش حملات تروریستی داشته‌است.

### ایران
در فهرست کشورهایی که بیشترین آسیب را از تروریسم دیده‌اند، ایران پس از بریتانیا و پیش از یونان و ایالات متحده آمریکا در رده ۲۸ام قرار دارد. ایران همچنین جزو ۱۳ کشوری است که بنابراین گزارش در کنار کشورهایی مثل مکزیک و اسرائیل در معرض خطر افزایش حملات تروریستی است.

### آمریکا
بنابر گزارش نهاد محاسب دولت آمریکا (جی‌ای‌او) از ۱۱ سپتامبر ۲۰۰۱ تا ابتدای سال ۲۰۱۷ راست‌گرایان افراطی که شامل طیف گسترده‌ای از گروه‌های سیاسی و اجتماعی در آمریکا است مسئول ۷۳ درصد از حملات تروریستی مرگبار در خاک آمریکا بوده‌است که در بیشتر موارد مسلمانان، سیاهپوستان و اقلیت‌های نژادی هدف این حملات بوده‌اند.